# Vlag van Tbilisi

Vlag van Tbilisi (ratio 3:5)

De vlag van Tbilisi, de hoofdstad van Georgië, bestaat uit een wit veld met een blauw Latijnse kruis omlijnd in amber dat zich uitstrekt tot aan de randen van de vlag. Het kruispunt wordt bekroond door het centrale detail van het zegel van Tbilisi, omringd door zevenpuntige gouden sterren die op een halvemaanvormige manier zijn opgesteld.

## Geschiedenis
De vlag werd in 1989 ontworpen door Emir Boerdzjanadze en in 2002 bijgewerkt. Het kruis "was in die tijd een grote prestatie", aangezien de Sovjet-Unie tegen christelijke en andere religieuze symbolen was. Volgens de Staatsraad voor Heraldiek van Georgië voldoet de vlag mede hierdoor niet aan de Georgische heraldische conventies. Andere schendingen van de conventies zijn de maatverhoudingen van 1:2 in plaats van 2:3, de kruising van de blauwe banden, het contact van goud met zilver (wit), de plaatsing van het wapen en het gebruik van het Latijnse kruis.
In 2019 werd aangekondigd dat er een nieuw ontwerp zou komen van zowel het wapen als de vlag van Tbilisi. In 2024 werd een publieke competitie hiertoe uitgeschreven, maar de inzendingen voldeden geen van allen, waardoor de competitie gestaakt werd.